# 未来指挥所
未来指挥所（CPOF），是美国陆军的一种C4ISTAR软件系统；该软件系统可使指挥员保持鸟瞰整个战场，利用实时数据与上司、同事及下属之间开展协作，并且沟通交流他们的意图。